# Championnats du monde de ski nordique 1929
Navigation
1927 1930
Championnats du monde de ski nordique. L'édition 1929 s'est déroulée à Zakopane (Pologne) du 5 février au 9 février.

## Palmarès

### Ski de fond

#### Hommes
| Épreuves                        | Or               | Argent           | Bronze            |
| ------------------------------- | ---------------- | ---------------- | ----------------- |
| 7 février : Ski de fond 17 km H | Veli Saarinen    | Anselm Knuuttila | Hjalmar Bergström |
| 9 février : Ski de fond 50 km H | Anselm Knuuttila | Veli Saarinen    | Olle Hansson      |

### Combiné nordique
| Épreuve                                  | Or               | Argent     | Bronze        |
| ---------------------------------------- | ---------------- | ---------- | ------------- |
| 5 février : Combiné nordique K90 / 15 km | Hans Vinjarengen | Ole Stenen | Esko Järvinen |

### Saut à ski
| Épreuve                    | Or           | Argent             | Bronze       |
| -------------------------- | ------------ | ------------------ | ------------ |
| 5 février : Saut à ski K70 | Sigmund Ruud | Kristian Johansson | Hans Kleppen |

### Tableau des Médailles
| Rang | Nation   | Or | Argent | Bronze | Total |
| ---- | -------- | -- | ------ | ------ | ----- |
| 1    | Norvège  | 2  | 2      | 1      | 5     |
| 1    | Finlande | 2  | 2      | 1      | 5     |
| 3    | Suède    | 0  | 0      | 2      | 2     |